# Éole-en-Beauce
Éole-en-Beauce (anciennement Eole-en-Beauce jusqu'au 1er janvier 2019) est une commune nouvelle française, issue au 1er janvier 2016 de la fusion des communes de Baignolet, Fains-la-Folie, Germignonville et Viabon, situées dans le département d’Eure-et-Loir en région Centre-Val de Loire.
À la suite de l'arrêté préfectoral du 30 octobre 2018, modifié par l'arrêté préfectoral du 13 décembre 2018, portant création de la commune nouvelle d'Éole-en-Beauce, celle-ci fusionne avec Villeau à compter du 1er janvier 2019. La population totale de la nouvelle commune s'élève à 1 247 habitants. Les communes fusionnées prennent le statut de commune déléguée et la nouvelle commune, celui de commune nouvelle.

## Géographie

### Situation
Le chef-lieu de la commune nouvelle est Viabon.

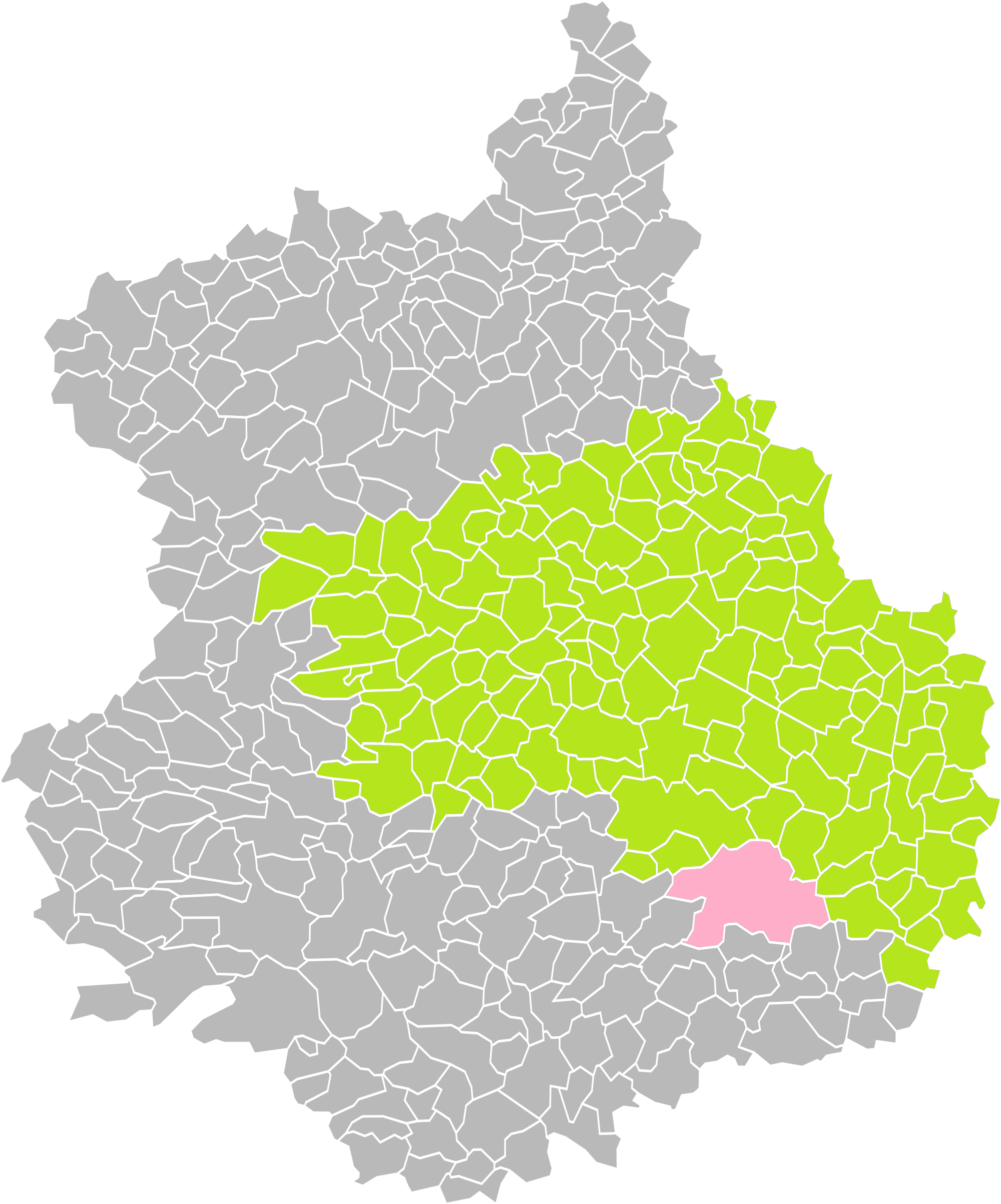
Position d'Éole-en-Beauce (en rose) dans l'arrondissement de Chartres (en vert) du département d'Eure-et-Loir (grisé).

### Climat
Pour des articles plus généraux, voir Climat du Centre-Val de Loire et Climat d'Eure-et-Loir.
En 2010, le climat de la commune est de type climat océanique dégradé des plaines du Centre et du Nord, selon une étude du Centre national de la recherche scientifique s'appuyant sur une série de données couvrant la période 1971-2000. En 2020, Météo-France publie une typologie des climats de la France métropolitaine dans laquelle la commune est exposée à un climat océanique altéré et est dans une zone de transition entre les régions climatiques « Sud-ouest du bassin Parisien » et « Moyenne vallée de la Loire ». 
Pour la période 1971-2000, la température annuelle moyenne est de 10,6 °C, avec une amplitude thermique annuelle de 14,8 °C. Le cumul annuel moyen de précipitations est de 617 mm, avec 10,6 jours de précipitations en janvier et 7,4 jours en juillet. Pour la période 1991-2020, la température moyenne annuelle observée sur la station météorologique installée sur la commune est de 11,5 °C et le cumul annuel moyen de précipitations est de 601,1 mm,. Pour l'avenir, les paramètres climatiques de la commune estimés pour 2050 selon différents scénarios d'émission de gaz à effet de serre sont consultables sur un site dédié publié par Météo-France en novembre 2022.
| Mois                                  | jan.            | fév.           | mars           | avril         | mai           | juin          | jui.          | août          | sep.          | oct.            | nov.           | déc.             | année      |
| ------------------------------------- | --------------- | -------------- | -------------- | ------------- | ------------- | ------------- | ------------- | ------------- | ------------- | --------------- | -------------- | ---------------- | ---------- |
| Température minimale moyenne (°C)     | 1,7             | 1,5            | 3              | 4,9           | 8,4           | 11,4          | 13,2          | 13,1          | 10,2          | 7,9             | 4,3            | 2,2              | 6,8        |
| Température moyenne (°C)              | 4,2             | 5              | 7,7            | 10,4          | 13,9          | 17,3          | 19,7          | 19,6          | 16            | 12,2            | 7,4            | 4,7              | 11,5       |
| Température maximale moyenne (°C)     | 6,8             | 8,5            | 12,4           | 16            | 19,5          | 23,2          | 26,2          | 26            | 21,8          | 16,6            | 10,6           | 7,3              | 16,2       |
| Record de froid (°C) date du record   | −14,3 07.01.09  | −16,7 07.02.12 | −12,3 01.03.05 | −4,3 11.04.03 | −0,5 06.05.19 | 3 01.06.06    | 5,7 03.07.11  | 3 29.08.1998  | 1,2 24.09.03  | −5,2 30.10.1997 | −14,6 30.11.10 | −11,1 29.12.1996 | −16,7 2012 |
| Record de chaleur (°C) date du record | 15,1 13.01.1998 | 21,3 27.02.19  | 23,9 30.03.17  | 28,5 30.04.05 | 31,3 27.05.05 | 37,3 29.06.19 | 41,6 25.07.19 | 40,1 06.08.03 | 35,1 14.09.20 | 27,3 07.10.09   | 21,6 07.11.15  | 16,9 07.12.00    | 41,6 2019  |
| Précipitations (mm)                   | 48,5            | 43,1           | 43,9           | 45,5          | 57,5          | 52,7          | 48,7          | 41,7          | 45,2          | 58,1            | 56,1           | 60,1             | 601,1      |

## Urbanisme

### Typologie
Au 1er janvier 2024, Éole-en-Beauce est catégorisée commune rurale à habitat dispersé, selon la nouvelle grille communale de densité à 7 niveaux définie par l'Insee en 2022.
Elle est située hors unité urbaine. Par ailleurs la commune fait partie de l'aire d'attraction de Chartres, dont elle est une commune de la couronne,. Cette aire, qui regroupe 117 communes, est catégorisée dans les aires de 50 000 à moins de 200 000 habitants,.

## Toponymie
Éole fait référence à Éole, le maître et régisseur des vents dans la mythologie grecque.
La Beauce est une région naturelle à vocation agricole très fertile.

## Histoire
La commune nouvelle est née de la fusion de 4 communes : Baignolet, Fains-la-Folie, Germignonville et Viabon.
Son histoire commence officiellement le jour du décret préfectoral officialisant la création de la commune le 1er janvier 2016.
Une cinquième commune, Villeau, rejoint Éole-en-Beauce le 1er janvier 2019.

## Politique et administration

### Liste des maires
| Période                                  | Période     | Identité       | Étiquette | Qualité     |
| ---------------------------------------- | ----------- | -------------- | --------- | ----------- |
| 1er janvier 2016                         | 23 mai 2020 | Philippe Voyet |           | agriculteur |
| 23 mai 2020                              | En cours    | Julien Birre   |           | agriculteur |
| Les données manquantes sont à compléter. |             |                |           |             |

### Communes déléguées
| Nom            | Code Insee | Intercommunalité        | Superficie (km2) | Population (dernière pop. légale) | Densité (hab./km2) |
| -------------- | ---------- | ----------------------- | ---------------- | --------------------------------- | ------------------ |
| Viabon (siège) | 28406      | CC de la Beauce Vovéene | 36,43            | 368 (2013)                        | 10                 |
| Baignolet      | 28020      | CC de la Beauce Vovéene | 10,07            | 128 (2013)                        | 13                 |
| Fains-la-Folie | 28145      | CC de la Beauce Vovéene | 21,65            | 313 (2013)                        | 14                 |
| Germignonville | 28179      | CC de la Beauce Vovéene | 20,92            | 221 (2013)                        | 11                 |
| Villeau        | 28412      | CC Cœur de Beauce       | 13,79            | 187 (2014)                        | 14                 |

## Population et société

### Démographie
Les habitants sont les Éolois et Éoloises.

## Économie
- Deux projets de ferme solaire sont en cours : l'un à Viabon, l'autre à Baignolet[14]

## Culture locale et patrimoine

### Lieux et monuments
- Le château de Cambray à Germignonville[15].
- L'église Saint-Jean de Villeau.
- L'église Saint-Jacques de la Folie-Herbault.

### Personnalités liées à la commune
- Simon Lavo, parfois orthographié Simon Lavaux, médecin français membre de l'expédition de Lapérouse, est né le 17 février 1755 à Germignonville. Il a disparu en 1788 à Vanikoro.